# Austroceratoppia japonica
Austroceratoppia japonica är en kvalsterart som beskrevs av Aoki 1984. Austroceratoppia japonica ingår i släktet Austroceratoppia och familjen Ceratoppiidae. Inga underarter finns listade.